# Daniel Maia-Pinto Rodrigues
Nasceu em Porto em 1960. 

## Obra[1]
- Vento, 1983, Edição de Autor.
- Conhecedor de Ventos, 1987, Associação dos Jornalistas e Homens de Letras do Porto.
- A Próxima Cor (1o Prémio Nacional Foz-Côa-Cultural e Menção Honrosa / Novos Valores da Cultura, atribuída pelo Ministério da Educação e Cultura, segundo parecer do Júri constituído por Fiama Hasse Pais Brandão, Vasco Graça Moura e José Fernando Tavares, em representação do Clube Português de Artes e Ideias), 1993, Pinguim Poesia.

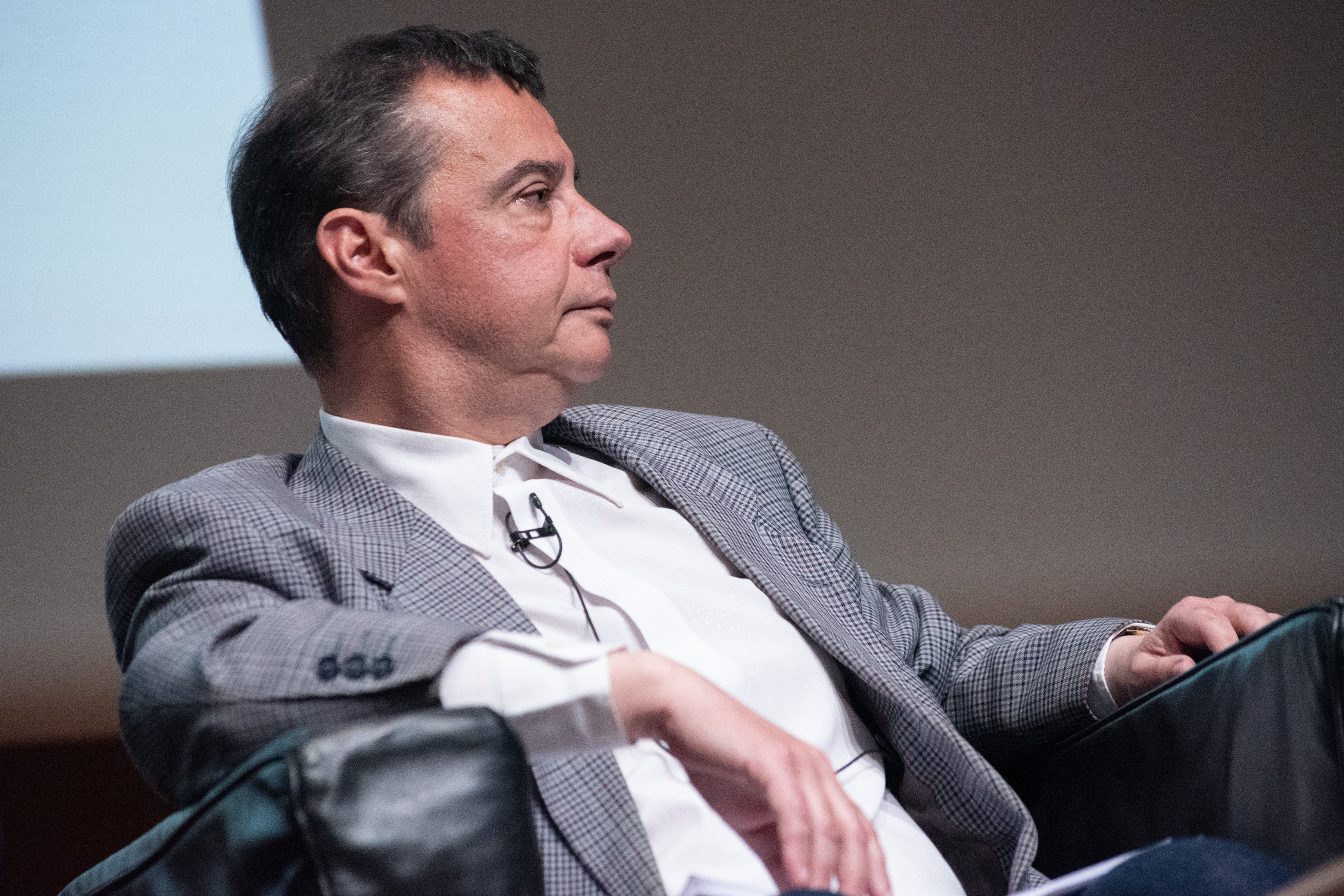

- O Valete do Sétimo Naipe, 1994, Felício & Cabral – Publicações, Lda, com prefácio de Mário Cláudio.
- O Céu a Seu Dono, em colaboração com João Gesta, 1997, Edicións Positivas (Espanha).
- A Sorte Favorece os Rapazes, 2001, Fundação Ciência e Desenvolvimento / Teatro do Campo Alegre.
- O Afastamento Está Ali Sentado, 2002, Quasi Edições, com posfácio de Rosa Maria Martelo.
- O Diabo Tranquilo, (Novela), em colaboração com Isabel Rio Novo, 2004, Campo das Letras, com posfácio de Pedro Eiras.
- O Valete do Sétimo Naipe, 2005, Reedição, Corpos Editora, com prefácio de Mário Cláudio.
- Malva 62, 2005, Quasi Edições, com posfácio de Manuel António Pina.
- O Corredor Interior, (Romance), 2006, Clube Literário do Porto.
- Dióspiro, Poesia Reunida (1977-2007) de Daniel Maia-Pinto Rodrigues, 2007, Quasi Edições, com um ensaio de Rui Lage sobre a obra do autor (este livro foi considerado, pela Universidade do Minho, o melhor livro de poesia editado em Portugal no ano de 2007).
- O Sete Titular, (Conto), 2008, Câmara Municipal de Santo Tirso.
- A Casa da Meia Distância, 2010, Mariposa Azual.
- Malva 62, 2011, Reedição, Escrituras Editora (Brasil), com posfácio de Manuel António Pina. Edição apoiada pela Direcção-Geral do Livro e das Bibliotecas/Portugal.
- A Próxima Cor (Prémio Nacional Foz-Côa), 2013, Reedição, Edita-me Editora.
- Como se Escrito no Passado, 2014, Texto Sentido.
- Já Passei Por Aqui, 2015, Edições Simplesmente.
- Estamina para a máquina-de-lavar dióspiros, em colaboração com Renato Filipe Cardoso, 2015, Texto Sentido.
- Turquesa, Poesia Reunida – 1977/2017, com prefácio de Rui Lage. Imprensa Nacional-Casa da Moeda, 2019. Livro Recomendado pelo Plano Nacional de Leitura.
- O Corredor Interior (Romance reeditado), 2024, Lema D'Origem.

Representado em Antologias Literárias das seguintes Editoras: (Limiar)[Duas], (Assírio & Alvim) [Três], (Quasi Edições) [Três], (Publicações Dom Quixote) [Duas], (Edições Silêncio da Gaveta), (Centro Atlântico) [Duas], (Garça Editores), (Coolbooks), (Fólio Edições), (Público – Comunicação Social, SA), (Publicações Europa-América), (Edições Gailivro), (Porto Editora) [Duas], (Ministério dos Livros, Editores), (Texto Editores), (Fundação Ciência e Desenvolvimento), (Casa da Palavra [Brasil]), (K4, chancela Babel), (Edições Afrontamento), (Armando Alves – Arte e Edições, Lda.), (Azougue Editorial [Brasil]), (Apuro-edições), (In-Libris), (Modo de Ler), (Glaciar). (Casa dos Ceifeiros), (Poética Edições). Entre outras.

### Principais Antologias
- Anuário de Poesia – 1984. Júri: Fernando Luís, José Agostinho Baptista, José Bento. (Assírio & Alvim). 1984.
- Anuário de Poesia – 1985. Júri: José Agostinho Baptista, José Bento, Miguel Serras Pereira. (Assírio & Alvim). 1985.
- Rio Interior – Selecção de Poesia Portuguesa. Organização: Marília Roboredo Alonso, Jorge A. Maximino e Jorge Velhote. (Limiar). 1986.
- Orfeu 4. Organização: Amadeu Baptista e Egito Gonçalves. (Limiar). 1988. – Ao Porto – Colectânea de Poesia sobre o Porto. Organização: Adosinda Providência Torgal e Madalena Torgal Ferreira. (Publicações Dom Quixote). 2001.
- Desfocados Pelo Vento – A Poesia dos Anos 80, Agora, Antologia. Selecção e organização: valter hugo mãe. (Quasi Edições). 2004.
- Marcelo Rebelo de Sousa – Os Poemas da Minha Vida. Escolha dos poemas: Marcelo Rebelo de Sousa. (Público – Comunicação Social, SA). Junho de 2005.
- A Novíssima Poesia Portuguesa e a Experiência Estética Contemporânea. Selecção e organização: Luís Carmelo. (Publicações Europa-América). Outubro de 2005.
- Literatura Portuguesa no Mundo – Dicionário Ilustrado. Organização e criação intelectual: Célia Vieira e Isabel Rio Novo. (Porto Editora). Novembro de 2005.
- A Musa ao Espelho PATHOS Pequena Antologia Quase Inédita De Poesia Contemporânea Portuguesa. Ideia Original: José Carlos Tinoco. (Gailivro). 2006.
- Antologia do Humor Português. Organização: Nuno Artur Silva e Inês Fonseca Santos. (Texto Editores). Outubro de 2008.
- Diga Trinta e Três – Os Poetas das “Quintas de Leitura”. Organização: João Gesta e Patrícia Vieira Campos. (Fundação Ciência e Desenvolvimento). Dezembro de 2008.
- Dicionário Amoroso da Língua Portuguesa – 35 Autores, 4 Continentes, 1 Só Idioma, A Celebração Da Diversidade. Organização: Marcelo Moutinho e Jorge Reis-Sá. (Casa da Palavra). Brasil, Junho de 2009.
- Poemas Portugueses – Antologia da Poesia Portuguesa do Séc. XIII ao Séc. XXI. Selecção, organização, introdução e notas: Jorge Reis-Sá e Rui Lage. Prefácio de Vasco Graça Moura. (Porto Editora). Novembro de 2009.
- Resumo – A Poesia em 2010. Poemas escolhidos por José Alberto Oliveira, José Tolentino Mendonça, Luís Miguel Queirós e Manuel de Freitas. (Assírio & Alvim). 2011.
- Guilherme Figueiredo [o homem, o advogado, o amigo]. Escolha dos poemas: Guilherme Figueiredo (Ex-Bastonário da Ordem dos Advogados). (Armando Alves – Arte e Edições, Lda.). 2012.
- Antologia da Cave – 25 anos de Poesia no Pinguim Café. Coordenação Editorial: Eduardo Leal. (Apuro-edições). 2013.
- Manuel de Novaes Cabral – Os Poemas da Minha Vida. Escolha dos poemas: Manuel de Novaes Cabral. (Modo de Ler). Junho de 2018.
- Manu Scripta – Antologia de Poemas Manuscritos. (Glaciar). No âmbito dos 90 anos da Sociedade Portuguesa de Autores. Outubro de 2018.
- Creio Que Foi o Sorriso – Selecção de poemas: Jorge Reis-Sá. (A Casa dos Ceifeiros). Junho de 2020.
- A Norte do Futuro – Homenagem Poética a Paul Celan no Centenário do seu Nascimento. Organização: Maria Teresa Dias Furtado. (Poética Edições). Novembro de 2020.